# Lobo suelto, cordero atado, vol. 2
Lobo suelto, cordero atado, vol. 2, o simplemente Cordero atado, es el séptimo álbum de estudio del conjunto de rock argentino Patricio Rey y sus Redonditos de Ricota. Junto a Lobo suelto se lanzaron el mismo día, ambos bajo el citado dúo de nombres, los dos álbumes temáticos, que tratan sobre Lupus el Lobo y Rulo el Cordero, con distintas canciones y portadas totalmente opuestas.

## Historia
Desde el comienzo, Patricio Rey y sus Redonditos de Ricota trabajaron en función de un nuevo álbum que los sorprendió con mucha energía para compartir. Y el resultado estuvo a la vista cuando a fin de 1993 Lobo suelto, cordero atado apareció.
Si bien las grabaciones se realizaron en Argentina, en los estudios Del Cielito, una visita del productor Gustavo Gauvry y del técnico de sonido Mario Breuer a los Estados Unidos desembocó en la posibilidad de realizar la masterización de Lobo suelto, cordero atado en aquel país, hecho que, en medio de la persistente búsqueda de sonido por parte del grupo, no pudo ser más oportuno. Siguieron algunos viajes, y la concreción de la mezcla se efectuó en un estudio de Miami y luego fue completada en Los Ángeles.
El arte de tapa estuvo a cargo de Rocambole en Lobo suelto, cordero atado, vol. 1 y del bajista Semilla Bucciarelli en Lobo suelto, cordero atado, vol. 2.
La presentación del álbum se realizó en el estadio de Huracán en dos fechas separadas, una dedicada íntegramente a Lobo suelto que se realizó el 19 de noviembre de 1993 y otra a Cordero atado el 20 de noviembre de 1993, en estos recitales tuvieron varios invitados entre ellos el coro femenino Las Blacanblus y también volvió a la banda un exintegrante de los primeros tiempos, Conejo Jolivet; él cual también participó en varios conciertos de 1994 y 1995, luego regresó más tarde en 1998 en los dos recitales de Racing Club de Avellaneda, donde presentaron Último bondi a Finisterre y donde Conejo toca en casi la totalidad de los temas.

## Prólogo
Lupus, viejo amigo...

¡Ay! Si todo ese amor hubiera sido cierto... todas esas visiones... ¡Cómo nos gustaban esas naves! ¡Cómo nos gustaban! Auguraste que mi estrella se volvería un lugar inhabitable. Hiciste de todo por desengañarme, pero tu lengua es una vieja amiga mía. Me dijo más. Recuerdo una noche en el Gran Restaurant de la Naturaleza. Una noche de tierra llena en la luna. Aquella cuando mi cuerpo para vos cruzo la línea y murió a carcajada limpia. Una noche más donde mi Padre en los Cielos se merendó a tu Padre en los Cielos y el Cordero fue lobo del lobo.
Querido Lupus, caballero magistral, no es que vos me gustes, no me gusta tu trabajo ¡Un coloso goloso cometiendo brujerías de bebito! La violencia que añoras regresará en cuanto el nuevo Satán encuentre pareja... y será, quizá, la última pulsión de esta vida. Es fácil reconocer en vos los cromosomas del éxito, pero conmigo se da una rara paradoja: Pienso para mí. ¡Bah! Total el oficio de dios es perdonar. Y me coloco mi virgo de descarne. O sea, si sobrevivo ya no soy ni un cordero. Y así me veo, más de una vez, amargado como el culo de un pepino, envidiando el quilombete que vos estelarizás. No quisiera que sufrieras mi pasión ni por una sola noche.
Hasta pronto, querido amigo... perdido por perdido
Rulo, El Cordero

PD: Dame pan y dime tonto.

## Lista de canciones
Todos las canciones fueron compuestas por Skay Beilinson e Indio Solari.
1. «Yo caníbal» (2:58)
2. «Ladrón de mi cerebro» (3:34)
3. «¡Es hora de levantarse, querido! (¿Dormiste bien?)» (3:36)
4. «Perdiendo el tiempo» (3:52)
5. «Caña seca y un membrillo» (4:28)
6. «Soga de Caín» (1:20) (Instrumental)
7. «Lavi-Rap» (4:13)
8. «El arte del buen comer» (4:37)
9. «¡Lobo, ¿estás?!» (3:01)
10. «Botija rapado» (2:49)
11. «San Telmo» (0:42) (Instrumental, con una introducción de «Héroe del whisky - En Directo»)
12. «Etiqueta negra» (5:38)

## Curiosidades
- La canción «¡Es hora de levantarse, querido! (¿Dormiste bien?)» está dedicada al periodista Carlos Polimeni de Página/12, quien había acusado al Indio Solari de haber sido profesor de educación física en un colegio militar.[4] Solari respondió diciendo que “la única gimnasia que he hecho, ha sido destapar botellas”.[5]

## Integrantes
- Voz: Indio Solari
- Guitarra: Skay Beilinson
- Bajo:  Semilla Bucciarelli
- Batería: Walter Sidotti
- Saxofón: Sergio Dawi
- Teclados: Guillermo "Dedos Brujos" Piccolini en «Caña Seca y un Membrillo».
- Susurros: Barry Brodsky en «Lavi-Rap»
- Surfing channel a cargo del grumete midi: Hernán Aramberri.
- Ingeniero de Grabación: Mario Breuer y Barry Brodsky.
- Desde el Burladero: Gustavo Gauvry, Guido Nisenson, Diana Maravilla, Claudio Kleiman, el niño Herrera, Piojo Ávalos, el Soldado, Murray Broadway y Adrián Rivarola.
- Soldadoras de corazones: Poli y Heidi
- Visiones: Rocambole, Semilla y Meroyuela.